# Írország az 1988. évi nyári olimpiai játékokon
Írország a dél-koreai Szöulban megrendezett 1988. évi nyári olimpiai játékok egyik részt vevő nemzete volt. Az országot az olimpián 12 sportágban 61 sportoló képviselte, akik érmet nem szereztek.

## Atlétika
Férfi
| Versenyző         | Versenyszám     | Előfutam | Előfutam | Előfutam | Negyeddöntő | Negyeddöntő | Negyeddöntő | Elődöntő | Elődöntő | Elődöntő | Döntő         | Döntő         |
| Versenyző         | Versenyszám     | Idő      | Hely.    | Össz.    | Idő         | Hely.       | Össz.       | Idő      | Hely.    | Össz.    | Idő           | Helyezés      |
| ----------------- | --------------- | -------- | -------- | -------- | ----------- | ----------- | ----------- | -------- | -------- | -------- | ------------- | ------------- |
| Marcus O’Sullivan | 1500 m          | 3:42,01  | 6.       | 22.*     |             |             |             | 3:38,84  | 6.       | 9.       | 3:38,39       | 8.            |
| Gerry O’Reilly    | 1500 m          | 3:43,23  | 10.      | 29.      |             |             |             | kiesett  | kiesett  | kiesett  | kiesett       | kiesett       |
| John Doherty      | 5000 m          | 13:47,99 | 7.       | 21.      |             |             |             | 13:24,61 | 5.       | 12.      | 13:27,71      | 9.            |
| Eamonn Coghlan    | 5000 m          | 13:43,48 | 7.       | 7.       |             |             |             | 14:02,16 | 15.      | 28.      | kiesett       | kiesett       |
| Frank O’Mara      | 5000 m          | 13:59,46 | 10.      | 33.      |             |             |             | kiesett  | kiesett  | kiesett  | kiesett       | kiesett       |
| Dick Hooper       | Maraton         |          |          |          |             |             |             |          |          |          | 2:17:16       | 24.           |
| John Woods        | Maraton         |          |          |          |             |             |             |          |          |          | 2:25:38       | 52.           |
| John Treacy       | Maraton         |          |          |          |             |             |             |          |          |          | nem ért célba | nem ért célba |
| T. J. Kearns      | 110 m gát       | 14,17    | 4.       | 25.*     | 14,30       | 7.          | 26.*        | kiesett  | kiesett  | kiesett  | kiesett       | kiesett       |
| Brendan Quinn     | 3000 m akadály  | 8:40,87  | 9.       | 21.      |             |             |             | 8:43,34  | 11.      | 23.      | kiesett       | kiesett       |
| Jimmy McDonald    | 20 km gyaloglás |          |          |          |             |             |             |          |          |          | 1:22:45       | 17.           |

| Versenyző        | Versenyszám   | Selejtező | Selejtező | Döntő    | Döntő    |
| Versenyző        | Versenyszám   | Eredmény  | Helyezés  | Eredmény | Helyezés |
| ---------------- | ------------- | --------- | --------- | -------- | -------- |
| Conor McCullough | Kalapácsvetés | 68,66 m   | 24.       | kiesett  | kiesett  |
| Terry McHugh     | Gerelyhajítás | 76,46 m   | 22.       | kiesett  | kiesett  |

Női
| Versenyző            | Versenyszám | Előfutam | Előfutam | Előfutam | Elődöntő | Elődöntő | Elődöntő | Döntő   | Döntő    |
| Versenyző            | Versenyszám | Idő      | Hely.    | Össz.    | Idő      | Hely.    | Össz.    | Idő     | Helyezés |
| -------------------- | ----------- | -------- | -------- | -------- | -------- | -------- | -------- | ------- | -------- |
| Ann Keenan-Buckley   | 3000 m      | 9:03,10  | 13.      | 24.      |          |          |          | kiesett | kiesett  |
| Ailish Smyth         | Maraton     |          |          |          |          |          |          | 2:44:17 | 46.      |
| Marie Murphy-Rollins | Maraton     |          |          |          |          |          |          | 2:54:37 | 57.      |
| Barbara Johnson      | 400 m gát   | 58,61    | 6.       | 28.      | kiesett  | kiesett  | kiesett  | kiesett | kiesett  |

* - egy másik versenyzővel azonos eredményt ért el

## Birkózás
Szabadfogású
| Versenyző    | Versenyszám | Vigaszágas kiesés                                                         | Vigaszágas kiesés | Helyosztók        | Helyosztók        | Bronz- mérkőzés   | Döntő             | Helyezés    |
| Versenyző    | Versenyszám | Vigaszágas kiesés                                                         | Vigaszágas kiesés | 7. helyért        | 5. helyért        | Bronz- mérkőzés   | Döntő             | Helyezés    |
| Versenyző    | Versenyszám | Ellenfél Eredmény                                                         | Hely.             | Ellenfél Eredmény | Ellenfél Eredmény | Ellenfél Eredmény | Ellenfél Eredmény | Helyezés    |
| ------------ | ----------- | ------------------------------------------------------------------------- | ----------------- | ----------------- | ----------------- | ----------------- | ----------------- | ----------- |
| David Harmon | 74 kg       | A csoport · Haitham Jibara (IRQ) · 0–16 · Claudiu Tămăduianu (ROU) · 0–15 | 14.               | kiesett           | kiesett           | kiesett           | kiesett           | helyezetlen |

## Cselgáncs
| Versenyző      | Versenyszám | Csoport | Selejtező         | 32-es főtábla                             | Nyolcaddöntő      | Negyeddöntő       | Elődöntő          | Vigaszág nyolcaddöntő | Vigaszág negyeddöntő | Vigaszág elődöntő | Bronz- mérkőzés   | Döntő             | Helyezés |
| Versenyző      | Versenyszám | Csoport | Ellenfél Eredmény | Ellenfél Eredmény                         | Ellenfél Eredmény | Ellenfél Eredmény | Ellenfél Eredmény | Ellenfél Eredmény     | Ellenfél Eredmény    | Ellenfél Eredmény | Ellenfél Eredmény | Ellenfél Eredmény | Helyezés |
| -------------- | ----------- | ------- | ----------------- | ----------------------------------------- | ----------------- | ----------------- | ----------------- | --------------------- | -------------------- | ----------------- | ----------------- | ----------------- | -------- |
| Eugene McManus | Könnyűsúly  | A       | erőnyerő          | Hugo d'Assunção (POR) · 0000–0000 (bírói) | kiesett           | kiesett           | kiesett           |                       |                      |                   |                   |                   | 19.*     |

* - Az A csoportban szereplő, eredetileg bronzérmes brit Kerrith Brownt utólag kizárták, ezért McManus a 20. helyett a 19. helyen végzett.

## Evezés
Férfi
| Versenyző                              | Versenyszám      | Előfutam | Előfutam | Vigaszág | Vigaszág | Elődöntő | Elődöntő | Döntő   | Döntő   | Döntő   | Helyezés    |
| Versenyző                              | Versenyszám      | Idő      | Hely.    | Idő      | Hely.    | Idő      | Hely.    | Típus   | Idő     | Hely.   | Helyezés    |
| -------------------------------------- | ---------------- | -------- | -------- | -------- | -------- | -------- | -------- | ------- | ------- | ------- | ----------- |
| Pat McDonagh Frank Moore Liam Williams | Kormányos kettes | 7:33,16  | 5.       | 1:46,31  | 4.       | kiesett  | kiesett  | kiesett | kiesett | kiesett | helyezetlen |

## Íjászat
Férfi
| Versenyző  | Versenyszám | Selejtező | Selejtező | Nyolcaddöntő | Nyolcaddöntő | Negyeddöntő | Negyeddöntő | Elődöntő | Elődöntő | Döntő   | Döntő    |
| Versenyző  | Versenyszám | Pont      | Hely.     | Pont         | Hely.        | Pont        | Hely.       | Pont     | Hely.    | Pont    | Helyezés |
| ---------- | ----------- | --------- | --------- | ------------ | ------------ | ----------- | ----------- | -------- | -------- | ------- | -------- |
| Joe Malone | Egyéni      | 1162      | 69.       | kiesett      | kiesett      | kiesett     | kiesett     | kiesett  | kiesett  | kiesett | kiesett  |
| Noel Lynch | Egyéni      | 1141      | 74.       | kiesett      | kiesett      | kiesett     | kiesett     | kiesett  | kiesett  | kiesett | kiesett  |

Női
| Versenyző            | Versenyszám | Selejtező | Selejtező | Nyolcaddöntő | Nyolcaddöntő | Negyeddöntő | Negyeddöntő | Elődöntő | Elődöntő | Döntő   | Döntő    |
| Versenyző            | Versenyszám | Pont      | Hely.     | Pont         | Hely.        | Pont        | Hely.       | Pont     | Hely.    | Pont    | Helyezés |
| -------------------- | ----------- | --------- | --------- | ------------ | ------------ | ----------- | ----------- | -------- | -------- | ------- | -------- |
| Hazel Greene Pereira | Egyéni      | 1208      | 38.       | kiesett      | kiesett      | kiesett     | kiesett     | kiesett  | kiesett  | kiesett | kiesett  |

## Kajak-kenu
Férfi
| Versenyző                 | Versenyszám         | Előfutam | Előfutam | Előfutam | Vigaszág | Vigaszág | Vigaszág | Elődöntő | Elődöntő | Elődöntő | Döntő   | Döntő    |
| Versenyző                 | Versenyszám         | Idő      | Hely.    | Össz.    | Idő      | Hely.    | Össz.    | Idő      | Hely.    | Össz.    | Idő     | Helyezés |
| ------------------------- | ------------------- | -------- | -------- | -------- | -------- | -------- | -------- | -------- | -------- | -------- | ------- | -------- |
| Pat Holmes                | Kajak egyes 1000 m  | 3:52,67  | 4.       | 13.      | 3:46,92  | 3.       | 3.       | 3:49,26  | 5.       | 14.      | kiesett | kiesett  |
| Alan Carey Pat Holmes     | Kajak kettes 500 m  | 1:42,11  | 8.       | 19.      | 1:41,12  | 2.       | 6.       | 1:39,94  | 6.       | 17.      | kiesett | kiesett  |
| Declan Burns Peter Connor | Kajak kettes 1000 m | 3:41,18  | 7.       | 19.      | 3:43,02  | 4.       | 10.      | 3:38,92  | 4.       | 14.      | kiesett | kiesett  |

## Kerékpározás

### Országúti kerékpározás
Férfi
| Versenyző                                                | Versenyszám     | Idő                  | Helyezés |
| -------------------------------------------------------- | --------------- | -------------------- | -------- |
| Cormac McCann                                            | Mezőnyverseny   | 4:32:56 (+0:34)      | 45.      |
| John McQuaid                                             | Mezőnyverseny   | 4:32:56 (+0:34)      | 49.      |
| Paul McCormack                                           | Mezőnyverseny   | 4:32:56 (+0:34)      | 81.      |
| Philip Cassidy Cormac McCann John McQuaid Stephen Spratt | Csapat időfutam | 2:07:59,7 (+10:12,0) | 19.      |

## Lovaglás
Díjlovaglás
| Versenyző   | Ló    | Versenyszám | Selejtező | Selejtező | Döntő   | Döntő    |
| Versenyző   | Ló    | Versenyszám | Pont      | Hely.     | Pont    | Helyezés |
| ----------- | ----- | ----------- | --------- | --------- | ------- | -------- |
| James Walsh | Robby | Egyéni      | 1096      | 51.       | kiesett | kiesett  |

Díjugratás
| Versenyző                                            | Ló           | Versenyszám | Selejtező | Selejtező     | Selejtező     | Selejtező     | Döntő   | Döntő   | Döntő   | Döntő   | Döntő    |
| Versenyző                                            | Ló           | Versenyszám | 1. kör    | 2. kör        | Össz.         | Össz.         | 1. kör  | 1. kör  | 2. kör  | Össz.   | Össz.    |
| Versenyző                                            | Ló           | Versenyszám | Pont      | Pont          | Pont          | Hely.         | Pont    | Hely.   | Pont    | Pont    | Helyezés |
| ---------------------------------------------------- | ------------ | ----------- | --------- | ------------- | ------------- | ------------- | ------- | ------- | ------- | ------- | -------- |
| Jack Doyle                                           | Hardly       | Egyéni      | 30,50     | 50,50         | 81,00         | 34.           | 8,00    | 18.     | 24,75   | 32,75   | 20.      |
| Gerry Mullins                                        | Glendalough  | Egyéni      | 55,00     | 27,00         | 82,00         | 33.           | 8,50    | 22.     | kiesett | kiesett | kiesett  |
| Paul Darragh                                         | For Sure     | Egyéni      | 19,50     | nem ért célba | nem ért célba | nem ért célba | kiesett | kiesett | kiesett | kiesett | kiesett  |
| John Ledingham                                       | Kilcotrim    | Egyéni      | 19,50     | nem ért célba | nem ért célba | nem ért célba | kiesett | kiesett | kiesett | kiesett | kiesett  |
| Gerry Mullins Jack Doyle Paul Darragh John Ledingham | lásd fentebb | Csapat      |           |               |               |               | 33,00   | 9.      | 48,50   | 81,50   | 11.      |

Lovastusa
| Versenyző    | Ló           | Versenyszám | Díjlovaglás | Díjlovaglás | Tereplovaglás | Tereplovaglás | Díjugratás | Díjugratás | Végeredmény | Végeredmény |
| Versenyző    | Ló           | Versenyszám | Bünt.       | Hely.       | Bünt.         | Hely.         | Bünt.      | Hely.      | Bünt.       | Helyezés    |
| ------------ | ------------ | ----------- | ----------- | ----------- | ------------- | ------------- | ---------- | ---------- | ----------- | ----------- |
| David Foster | Killiney Bay | Egyéni      | 72,80       | 34.         | 34,40         | 10.           | 15,50      | 30.        | 122,70      | 16.         |
| John Watson  | Tullineaskey | Egyéni      | 85,40       | 42.         | nem ért célba | nem ért célba | kiesett    | kiesett    | kiesett     | kiesett     |

## Ökölvívás
| Versenyző        | Versenyszám | Selejtező                                      | 32-es főtábla                  | Nyolcaddöntő                       | Negyeddöntő       | Elődöntő          | Döntő             | Helyezés |
| Versenyző        | Versenyszám | Ellenfél Eredmény                              | Ellenfél Eredmény              | Ellenfél Eredmény                  | Ellenfél Eredmény | Ellenfél Eredmény | Ellenfél Eredmény | Helyezés |
| ---------------- | ----------- | ---------------------------------------------- | ------------------------------ | ---------------------------------- | ----------------- | ----------------- | ----------------- | -------- |
| Wayne McCullough | Papírsúly   | erőnyerő                                       | Fred Muteweta (UGA) · 5:0      | Scotty Olson (CAN) · 0:5           | kiesett           | kiesett           | kiesett           | 9.       |
| Joe Lawlor       | Légsúly     | Archer Fausto (MOZ) · KO                       | Timofei Scriabin (URS) · 0:5   | kiesett                            | kiesett           | kiesett           | kiesett           | 17.      |
| John Lowey       | Harmatsúly  | Moustafa Mohammed Saleh (IRQ) · KO             | Mohammed Sabo (NGR) · 4:1      | Nyamaagiin Altankhuyag (MGL) · 2:3 | kiesett           | kiesett           | kiesett           | 9.       |
| Paul Fitzgerald  | Pehelysúly  | Emilio Villegas (DOM) · 4:1                    | Dave Anderson (GBR) · 0:5      | kiesett                            | kiesett           | kiesett           | kiesett           | 17.      |
| Michael Carruth  | Könnyűsúly  | erőnyerő                                       | Higasi Szatoru (JPN) · 5:0     | George Cramne (SWE) · KO           | kiesett           | kiesett           | kiesett           | 9.       |
| Billy Walsh      | Váltósúly   | Szong Gjongszop (Song Gyeong-Seop) (KOR) · RSC | kiesett                        | kiesett                            | kiesett           | kiesett           | kiesett           | 33.      |
| Kieran Joyce     | Középsúly   | erőnyerő                                       | Filipo Palako Vaka (TGA) · RSC | Franco Wanyama (UGA) · 2:3         | kiesett           | kiesett           | kiesett           | 9.       |

RSC – a mérkőzésvezető megállította a mérkőzést

## Tenisz
Férfi
| Versenyző               | Versenyszám | 32-es főtábla                                                   | Nyolcaddöntő      | Negyeddöntő       | Elődöntő          | Döntő             | Helyezés |
| Versenyző               | Versenyszám | Ellenfél Eredmény                                               | Ellenfél Eredmény | Ellenfél Eredmény | Ellenfél Eredmény | Ellenfél Eredmény | Helyezés |
| ----------------------- | ----------- | --------------------------------------------------------------- | ----------------- | ----------------- | ----------------- | ----------------- | -------- |
| Eoin Collins Owen Casey | Páros       | Izrael (ISR) · Amos Mansdorf · Gilad Bloom · 2–6, 6–7, 6–4, 5–7 | kiesett           | kiesett           | kiesett           | kiesett           | 17.      |

## Úszás
Férfi
| Versenyző      | Versenyszám  | Előfutam | Előfutam | Előfutam | Döntő   | Döntő   | Döntő   | Helyezés |
| Versenyző      | Versenyszám  | Idő      | Hely.    | Össz.    | Típus   | Idő     | Hely.   | Helyezés |
| -------------- | ------------ | -------- | -------- | -------- | ------- | ------- | ------- | -------- |
| Richard Gheel  | 100 m hát    | 59,37    | 7.       | 36.      | kiesett | kiesett | kiesett | kiesett  |
| Richard Gheel  | 200 m gyors  | 2:01,73  | 8.       | 57.      | kiesett | kiesett | kiesett | kiesett  |
| Richard Gheel  | 200 m hát    | 2:05,71  | 5.       | 25.      | kiesett | kiesett | kiesett | kiesett  |
| Stephen Cullen | 200 m hát    | 2:06,98  | 1.       | 27.      | kiesett | kiesett | kiesett | kiesett  |
| Stephen Cullen | 200 m gyors  | 1:57,90  | 6.       | 50.      | kiesett | kiesett | kiesett | kiesett  |
| Stephen Cullen | 100 m hát    | 58,82    | 4.       | 29.      | kiesett | kiesett | kiesett | kiesett  |
| Gary O’Toole   | 100 m mell   | 1:05,34  | 4.       | 34.      | kiesett | kiesett | kiesett | kiesett  |
| Gary O’Toole   | 200 m mell   | 2:18,93  | 5.       | 18.      | kiesett | kiesett | kiesett | kiesett  |
| Gary O’Toole   | 200 m vegyes | 2:07,77  | 8.       | 20.      | kiesett | kiesett | kiesett | kiesett  |

Női
| Versenyző      | Versenyszám  | Előfutam | Előfutam | Előfutam | Döntő   | Döntő   | Döntő   | Helyezés |
| Versenyző      | Versenyszám  | Idő      | Hely.    | Össz.    | Típus   | Idő     | Hely.   | Helyezés |
| -------------- | ------------ | -------- | -------- | -------- | ------- | ------- | ------- | -------- |
| Aileen Convery | 200 m hát    | 2:19,91  | 2.       | 18.      | kiesett | kiesett | kiesett | kiesett  |
| Aileen Convery | 100 m hát    | 1:06,73  | 5.       | 29.      | kiesett | kiesett | kiesett | kiesett  |
| Michelle Smith | 100 m hát    | 1:06,22  | 3.       | 27.      | kiesett | kiesett | kiesett | kiesett  |
| Michelle Smith | 200 m hát    | 2:19,50  | 7.       | 17.      | kiesett | kiesett | kiesett | kiesett  |
| Michelle Smith | 200 m vegyes | 2:25,53  | 5.       | 26.      | kiesett | kiesett | kiesett | kiesett  |
| Michelle Smith | 400 m vegyes | 5:01,84  | 2.       | 25.      | kiesett | kiesett | kiesett | kiesett  |

## Vitorlázás
Férfi
| Versenyző   | Versenyszám | Futam | Futam | Futam | Futam | Futam | Futam   | Futam  | Pontszám | Helyezés |
| Versenyző   | Versenyszám | 1     | 2     | 3     | 4     | 5     | 6       | 7      | Pontszám | Helyezés |
| ----------- | ----------- | ----- | ----- | ----- | ----- | ----- | ------- | ------ | -------- | -------- |
| Bill O’Hara | Finn dingi  | 5,7   | 22,0  | 27,0  | 14,0  | 23,0  | (40,0*) | 40,0** | 131,7    | 21.      |

Női
| Versenyző                             | Versenyszám    | Futam | Futam | Futam | Futam | Futam  | Futam | Futam | Pontszám | Helyezés |
| Versenyző                             | Versenyszám    | 1     | 2     | 3     | 4     | 5      | 6     | 7     | Pontszám | Helyezés |
| ------------------------------------- | -------------- | ----- | ----- | ----- | ----- | ------ | ----- | ----- | -------- | -------- |
| Aisling Byrne-Bowman Cathy MacAleavey | 470-es osztály | 21,0  | 19,0  | 25,0  | 18,0  | (28,0) | 23,0  | 28,0  | 134,0    | 18.      |

Nyílt
| Versenyző                   | Versenyszám     | Futam | Futam | Futam | Futam  | Futam | Futam | Futam | Pontszám | Helyezés |
| Versenyző                   | Versenyszám     | 1     | 2     | 3     | 4      | 5     | 6     | 7     | Pontszám | Helyezés |
| --------------------------- | --------------- | ----- | ----- | ----- | ------ | ----- | ----- | ----- | -------- | -------- |
| David Wilkins Peter Kennedy | Repülő hollandi | 21,0  | 13,0  | 18,0  | (29,0) | 0,0   | 19,0  | 14,0  | 85,0     | 10.      |

* - kizárták

** - nem ért célba